# Hydroglyphus pradhani
Hydroglyphus pradhani är en skalbaggsart som först beskrevs av Vazirani 1969.  Hydroglyphus pradhani ingår i släktet Hydroglyphus och familjen dykare. Inga underarter finns listade i Catalogue of Life.